# Хитченс, Питер
Питер Хитченс (англ. Peter Hitchens; родился в 1951 году) — английский журналист и писатель

. Автор шести книг, бывший иностранный корреспондент издания «The Mail on Sunday» в Москве и Вашингтоне. Брат другого известного публициста и журналиста Кристофера Хитченса.

## Биография
Обучался сначала в школе The Leys School, потом в Оксфордском колледже дополнительного образования, затем в Йоркском университете (там он изучал философию и политику), обучался также в Alcuin College, который он окончил в 1973 году.
С 1969 по 1975 г. был членом британской организации «Международных социалистов» — предшественников современной леворадикальной троцкистской Социалистической рабочей партии.
В 1977 году он вступил в Лейбористскую партию, но в 1983 году покинул её. Выход из Лейбористской партии совпал с личным разочарованием в её идеологии.
Хитченс работал в «Daily Express» с 1977 по 2000 год, сначала в качестве репортера, специализирующегося в области образования, промышленности и труда, затем в качестве политического репортера, а потом в качестве заместителя политического редактора.
С 1980-х годов Хитченс работал в качестве иностранного репортера, поначалу главным образом в коммунистической Восточной Европе. Также был иностранным репортёром в США, в Японии, в Южной Корее, в ЮАР, в Сомали, в Канаде, на Кубе, в России, на Украине, в Турции, в Ираке, в Китае, в КНДР и в некоторых других странах.
В 1997 году вступил в Консервативную партию, но в 2003 году покинул её.
После прекращения работы в «Daily Express» он перешёл в «The Mail on Sunday», где у него есть еженедельная колонка.
В 2010 году Хитченс стал лауреатом премии Оруэлла.

## Взгляды
Хотя раньше он был социалистом, по политическим взглядам считает себя «берковским» консерватором (и одновременно социал-демократом), при этом критикует Консервативную партию, будучи уверен, что она только прикрывается консервативной идеологией, при этом на самом деле является левой партией. Является противником членства Великобритании в Европейском Союзе. Хитченс защищает общество, управляемое совестью и верховенством закона, такое общество он считает лучшей гарантией свободы, при этом постоянно атакует политкорректность. Сторонник смертной казни. Противник декриминализации наркотиков.
Хитченс выступал против войны в Косово и в 2003 году в Ираке, выступает против военного присутствия Великобритании в Афганистане, утверждая, что у него нет достижимой цели. Хитченс призывает к улучшению отношений между Западом и современной Россией, при этом осуждает Советский Союз, называя его «империей зла», критикует Путина за коррумпированность. Одобрил референдум в Крыму в 2014 году. В арабо-израильском конфликте поддерживает Израиль.
Питер Хитченс является англиканским христианином (хотя раньше он, как социалист, был атеистом). Сторонник традиционных ценностей и добродетелей. Критикует левых политиков с религиозно-консервативной позиции.
Его брат — известный американский журналист и публицист с атеистическими взглядами Кристофер Хитченс, также бывший левый. Питер считает, что они с братом — совершенно разные люди: «Если бы мы не были братьями, мы бы не знали друг друга». Однако братья периодически дискутировали на религиозные и политические темы до тех пор, пока Кристофер, старший брат, не скончался в 2011 году.